# Модебадзе Костянтин Віссаріонович
Костянтин Віссаріонович Модеба́дзе (нар. 1879, Зестафоні — пом. 1950, Тбілісі) — радянський вчений у галузі виноробства, доктор сільськогосподарських наук з 1938 року, професор з 1930 року.

## Біографія
Народився у 1879 році в місті Зестафоні (тепер Грузія). 1906 року закінчив хімічний факультет Женевського університету. Керував лабораторією при Тбіліському губернському комітеті виноградарства і виноробства, очолював Сакарський розплідник. З 1925 року завідувач кафедри виноробства Тбіліського державного університету. У наступні роки доцент, професор, декан факультету Грузинського сільськогосподарського інституту.
Помер в Тбілісі у 1950 році.

## Наукова діяльність
Працював по виділенню місцевих рас винних дріжджів і використання їх у виноробстві Грузії, досліджував можливість поліпшення вина Хванчкара, доцільність поширення сорту Піно в районах Імереті і Картлі і інше. Автор 32 наукових праць та 4 підручників по виноробству.

## Відзнаки
- Заслужений діяч науки Грузинської РСР (1943);
- нагороджений орденом Трудового Червоного Прапора, орденом «Знак Пошани».